# 黄阁镇
黄阁镇，是中华人民共和国广东省广州市南沙区下辖的一个镇。
2023年12月28日，黄阁镇原有的梅山社区、凤凰社区、亭角村、东湾村、坦尾村、蕉门村划入南沙街道。

## 行政区划
黄阁镇下辖以下地区：
黄阁社区、东里村、莲溪村、大塘村、大井村、南涌口村、乌洲村、留东村、新海村、小虎村、沙仔村和东风农场。

## 交通

### 地铁
█广州地铁4号线：黄阁汽车城站、黄阁站